# 江南皮革厂
江南皮革厂，全称为浙江江南皮革有限公司，成立于2002年7月，隶属于江南控股集团。该厂投产后一直经营良好，一度成为当地知名皮革企业。2010年销售额达3.41亿元人民币，利润3425万元。该公司还在台州临海设厂，总产值合计达5亿。
2011年，江南皮革厂老板黄鹤外逃，欠下了3亿多元巨额债务，浙江省银监局和温州银监分局出具的一份关于温州民企经营状况调查显示黄鹤在境外参与大额赌博并输了数亿人民币，以致于公司无法经营而逃往国外。
2018年5月12日，《浙江江南皮革有限公司破产清算再次分配方案》经债权人委员会全体成员表决通过，并于2018年7月18日经温州市龙湾区人民法院（2011）温龙商破字第1-7号民事裁定书裁定认可。根据《中华人民共和国企业破产法》之规定，裁定认可由管理人执行，对该公司破产财产实施二次分配。

## 相关录音
2013年，有关江南皮革厂倒闭录音在网络上走红。河南、陕西、浙江、西藏、宁夏、深圳等地一些卖劣质钱包临时摊点借江南皮革厂作噱头，通过高音喇叭吸引人气，称黄鹤欠工资不还，并低价出售钱包，但新浪网调查称黄鹤欠债出逃前结清了300多名工人的工资，并且黄鹤的江南皮革厂不生产钱包，只生产皮革，该录音与事实不符。
2016年2月24日，《江南皮革厂倒闭了》（作品原名《江南皮革厂X gentleman》）作者刘典（网名：女孩为何穿短裙）在新浪微博上发表个人声明：“经查证，本人去年5月制作的《江南皮革厂X gentleman》的恶搞视频内容不实，对温州的其他皮革厂造成了不好的影响。”